# 安国军政府
安国军政府于1927年6月16日在北京建立，正式名称为中华民国安国军政府，其缔造者张作霖为中华民国北京政府最后一位国家元首，其总理潘复是中华民国北京政府最后一位国务总理。

## 沿革
1926年4月，直奉二系联合进攻国民军，冯玉祥被迫率国民军退往绥远，张作霖再次掌控中央政府大局。1926年11月29日，经张宗昌、孙传芳二人带头“劝进”，由直、鲁、豫、苏、皖、赣、浙、闽、陕、晋、察、热、绥、吉、黑十五省区推举张作霖为安国军总司令。12月1日，张作霖在天津就任安国军总司令。1927年，张作霖宣布“反共讨赤”，查封激進报馆，处死李大钊等中国共产党員和其他激進人士，镇压中国国民党叛乱。1927年6月16日，张作霖在北京建立军政府，就任中华民国军政府陆海军大元帅，行使大总统职权。1927年6月20日，潘复出任国务总理，王荫泰为外交部总长，何丰林为军事部总长，沈瑞麟为内政部总长，阎泽溥为财政部总长，姚震为司法部总长，张景惠为实业部总长，刘尚清为农工部总长，刘哲为教育部总长，潘复兼任交通部总长，北洋政府最后一届内阁诞生。张作霖试图以黄河为界，与国民党南北分治。
1927年6月16日深夜，由孙传芳、张宗昌领衔的拥护张作霖就任安国陆海军大元帅的通电发出，即“铣电”。电云：
「万急，北京张大帅钧鉴：各省军民长官、各法团、各报馆均鉴：天祸民国，政纲解纽。国无政府，民无元首，纷纭扰攘，累载于兹。现在赤氛弥漫，天日为昏，毒害全国，无所不至。国民之期望，友邦之责备，皆以讨赤为惟一安国之大计。然非统一军权，整肃政纲，实无以慰群伦，而靖祸患。伏维我总司令自去岁就职以后，志在靖乱。昕夕焦劳，北方赤祸，虽就廓清。南方赤党，益为猖獗。全国皇皇，罔知所届。际此存亡绝续之交，正我辈奋身报国之日。传芳等再三筹议，佥谓讨赤救国，必须厚集实力，固结内部，方能大张挞伐，戡定凶残。拯神州陆沉之危，救元元涂炭之厄。我总司令大公之量，天地为昭。同志之孚，友仇若一。惟有吁恳总司令以国家为前提，拯生灵之浩劫，勉就海陆军大元帅。用以振奋军志，激励士心，坚中央出令之权，一全国同仇之忾。庶可迅扫赤氛。澄清华夏。传芳等当身先将士，尽力疆场，以副拯民水火之忱，而尽殄除暴乱之责。切请勿拘小节，而失人心。勿慕谦先，而酿巨变。总之全国之人将死，惟我总司令生之。全国之士将亡，惟我总司令存之。事机所迫，间不容发，干冒尊严，不胜惶悚屏营之至。孙传芳、张宗昌、吴俊升、张作相、褚玉璞、张学良、韩麟春、汤玉麟。铣（十六日）。印。」

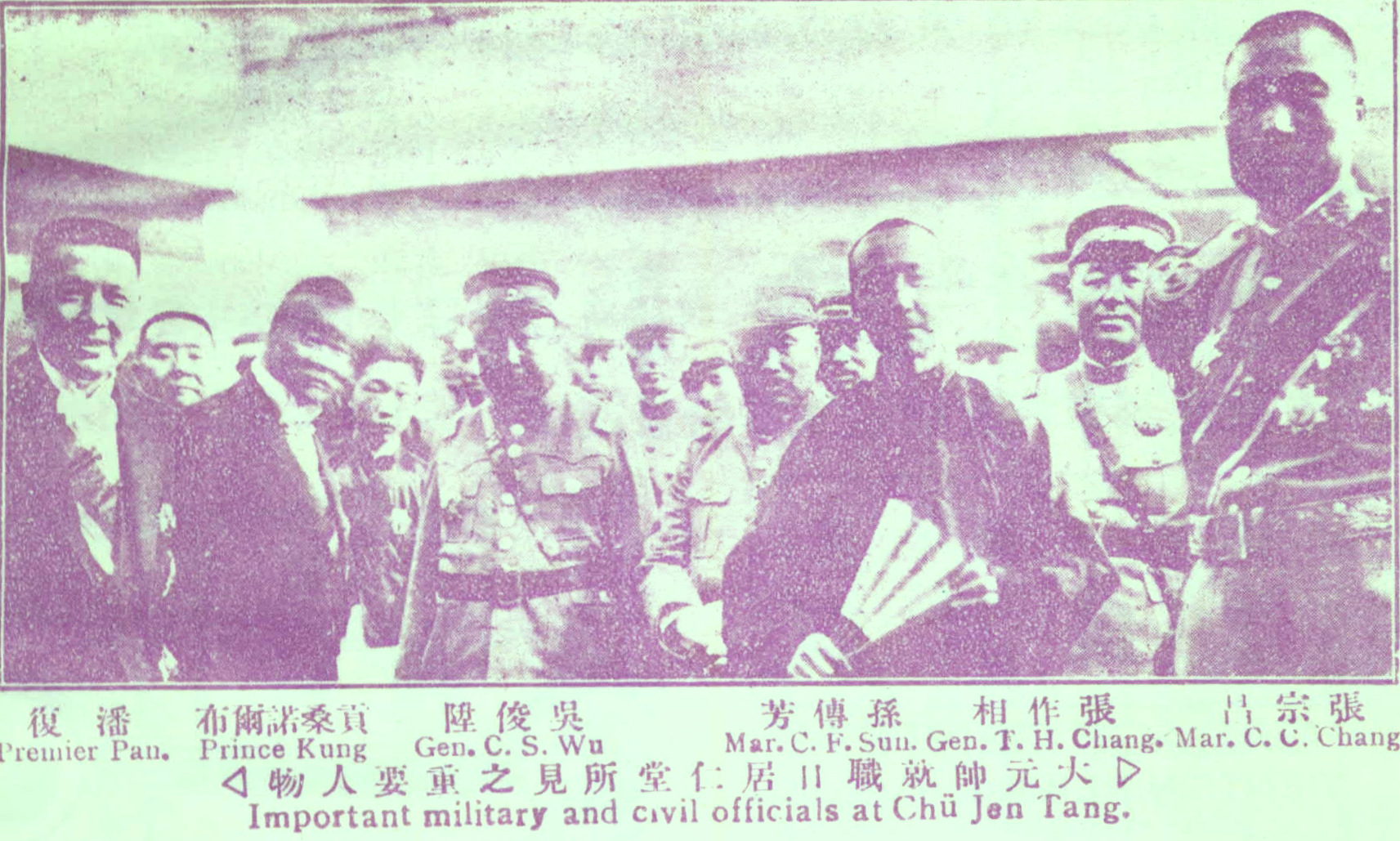
安国军政府成立时潘复等要人的合影

1927年7月21日，北伐的国民革命军在临城被直鲁军打败，撤往徐州。8月6日，国民革命军又在徐州战斗中败于直鲁军，被迫南撤。由于这次指挥作战失利及其它原因，国民革命军总司令蒋中正于8月13日宣布辞职，通电下野。徐州战斗以后，孙传芳乘机率安国军沿津浦铁路南下，渡过淮河，攻占滁县、宝应，直抵长江北岸的浦口一带，南京一带长江北岸尽为安国军所陷。武汉方面的“东征军”也向长江下游推进，有合击南京之势。至8月19日，宁汉复合。安国军、五省联军于8月24日南渡长江，攻占南京以东的乌龙山、栖霞山。26日，安国军攻占龙潭。27日，夏威率国民革命军打败安国军，取得栖霞山战斗的胜利。此后国民革命军与安国军反复争夺栖霞山。李宗仁、白崇禧、何应钦、陈诚等指挥国民革命军最后于8月31日打败安国军，取得龙潭战斗的胜利。孙传芳率安国军北撤。此战奠定南京国民政府的基业。
9月10日，国民革命军在全椒打败安国军。安国军一路北撤。之后，由于国民党内部矛盾激化，使得北伐中断。北洋政府得以继续维持。1928年1月，蒋中正复出。4月，国民政府继续北伐。此前加入国民政府的冯玉祥、阎锡山也出兵进攻北洋政府。张宗昌、孙传芳被相继打垮。5月3日，日軍為了支持安國軍政府，保障大日本帝国在安國軍政府統治領域的利益，遂派兵在济南袭击国民革命军。當時蔣中正為了繼續北伐，下令放棄濟南，宣佈國民革命軍不抵抗日軍，由此日軍有機可乘製造济南惨案。1928年6月3日，张作霖撤离北京，乘火车退往沈阳。安国军政府瓦解。
6月4日凌晨，张作霖在皇姑屯事件中被炸死。张作霖之子张学良就任东北保安总司令，繼承東北政權。6月8日，国民革命军占领北京，北京改称北平。6月20日，新疆省省长杨增新宣布易帜。7月19日，热河省都统汤玉麟宣布易帜。张学良顶住日本的压力，于1928年12月29日宣布易帜，遵守三民主义，服从国民政府。奉军被国民政府收编为东北边防军。至此，北洋政府完全瓦解，国民政府形式上统一中国。